# Илен, Шарлотт
Амалия Шарлотт Илен Ольсен (швед. Amalia Charlotte Yhlen Olsen; 19 ноября 1839, Хельсингборг, Мальмёхус — 14 января 1920, Пасадина, Калифорния) — врач. Первая шведская женщина, получившая высшее медицинское образование.

## Биография
Родилась в Хельсингборге в 1839 году. Её родителями были сапожник Юхан Илен (Johan Yhlen) и София Рут (Sofia Rooth). В семье также было два младших брата.
Посещала начальную школу, затем продолжила обучение в частной школе.
Письма её юности показывают, что её вдохновляла идея эмансипации женщин, и она выражала желание жить независимо и содержать себя.
В 1868 году Шарлотт Илен эмигрировала в США. В возрасте 31 года она поступила в Женский медицинский колледж Пенсильвании, один из первых в мире медицинских высших учебных заведений, открытых для женщин. Обучение длилось два года. После базовых курсов анатомии и физиологии последовали медицинские курсы и клинические практики. Её диссертация дает хорошую картину изучения проблемы глаукомы в то время.
В 1873 году Шарлотт Илен вернулась в Европу и приняла участие в 11-м съезде скандинавских естествоиспытателей и врачей в Копенгагене, проходившем с 3 по 9 июля. Её присутствие вызвало неоднозначную реакцию. Датский автор произнёс панегирик, в которой выразил свое восхищение её мужеством, но также подчеркнул ограничения эмансипации женщин. О её присутствии на съезде также писали в датских газетах, после чего с ней связалась датская учительница Нильсина Нильсен, мечтавшая стать врачом. Некоторое время они обменивались письмами, и в 1885 году Нильсина Нильсен стала первой женщиной-врачом в Дании.
Американское образование Шарлотт Илен не было одобрено коллегией здравоохранения (Sundhetskollegium), эквивалентом Национального совета здравоохранения и благосостояния в то время. Вместо того чтобы работать врачом, она начала изучать медицину в Уппсальском университете, став одной из первых женщин-студенток в Швеции. Однако она не завершила свое образование и вернулась в Пенсильванию, чтобы работать врачом в Женском госпитале Филадельфии. В середине 1880-х годов она открыла собственную врачебную практику.
Незадолго до своего 50-летия Шарлотт Илен оставила медицинскую карьеру.
Шарлотта Илен Ольсен умерла в Пасадине в округе Лос-Анджелес в 1919 году в возрасте 80 лет.

## Личная жизнь
В 1874 году вышла замуж за инженера Тиниуса Ольсена (Tinius Olsen; 1845—1932) из Норвегии. У пары двое детей. Бизнес мужа был очень успешным, поэтому у семьи было исключительно хорошее финансовое положение.

## Память
В её честь названа улица в Хельсингборге.